# Kasza-obake

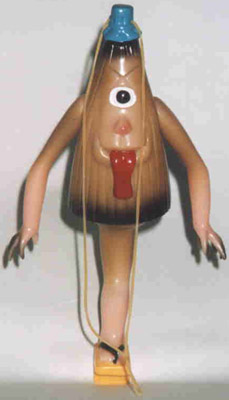
Egy kasza-obake figura a Jókai Hjaku Monogatariból

A kasza-obake (Japánul: 傘おばけ) egy mítikus szellem vagy Jókai a japán hagyományban. Időnként úgy tekintenek rá, mint egy Cukumogamira amivé régi olajozott papírernyők változnak. Továbbá nevezik őket „karasza-obake” (から傘おばけ) illetve „kaszabake” (傘化け) és „karakasza kozó” (唐傘小僧) néven is.

## Összefoglaló
A kasza-obakék általában olyan papírernyők, amelyek rongyos ruhában jelennek meg, egy szemmel rendelkeznek és egy lábbal, amelyen egy  getát hordanak. Azonban néha előfordul, hogy két kézzel vagy két szemmel, illetve időnként tátott szájából kilógó hosszú nyelvvel ábrázolják őket. Esetenként előfordult, hogy két lábbal jelentek meg úgy, ahogy ábrázolják a jókai emakiban, a Hjakki Jagjo  emakiban (百鬼夜行 hyakki yagyo „száz démon éjszakai parádéja” ). Általában barátságos teremtmények, szeretnek viccelődni, tréfálni az emberekkel, megijeszteni őket, de előszeretettel játszanak is velük.
A Hjakki Jagjo Emakiban, ami a Muromacsi-korszakra vezethető vissza, megjelentek olyan jókaiok, amelyek ernyőként voltak ábrázolva, de ezen az emakin ez egy emberszerű jókai, aminek csupán egy esernyő van a fején és eképpen különbözik megjelenésében a hozzá hasonló kasza-obakétól. Az a kasza-obake, amelynek egy szeme és egy lába van, az az Edo-korban, illetve előtte volt látható. A Jókai Szugorokuban (百種怪談妖物双六 Mukashi-banashi Youkai Suguroku) az Anszei időszakban, a kasza-obake Szagizakai egylábúként (鷺坂の一本足 Sagazaka no Ippon Ashi) is emlegették. A sok élettelen vagy tárgyi démonok között, amik ábrázolva vannak a Hjakki Jagjo Emakiban, csak az esernyő démon tűnik továbbra is ismertnek még az Edo korszak után is, valamint elmondható, hogy ez lehet a legismertebb démon a tárgyi démonok között.
Gyakran feltűnnek legendákban és karikatúrákban és ahhoz képest, hogy démonként mennyire szokatlanul ismertek, a hagyományban egyáltalán nem jelennek meg szemtanúk elbeszéléseiben, így nem teljesen világos milyen démonok is lehetnek ezek. A róluk szóló irodalom nem része a népmeséknek, emiatt úgy tekintenek rájuk, mint démonokra, akik csak a kitalált történetekben vagy a festett képeken léteznek. A háború után volt egy értelmezés, amely szerint a létezésük azonos szinten található egy manga karakterével. Egy elképzelhető elmélet, hogy amikor a Hjakumonogatari Kaidankai népszerű lett az Edo korszakban, a mesemondókat felkérték, hogy mondjanak új történeteket új démonokról, amik még nem ismertek a társadalmi körökben és így születhettek meg ezek a kreált teremtmények.
Voltak olyan gondolatok, hogy emberi hétköznapok eszközeiként használva, ahogy teltek a hónapok, az évek és ezek az eszközök egyre idősebbek lettek, megvolt a képességük, hogy kísértetté váljanak. Az ilyen lényeket nevezik cukumogaminak. Néhány irodalmi alkotás úgy tekint ezekre a démonokra, mint egy példa a cukumogamik közül, de nincs alátámasztva, hogy lennének olyan klasszikus irodalmi alkotások, amik ezt igazolnák.
A háború után ezek a démonok egy tipikus karakterei lettek az obakék és a kísértetházak ábrázolásainak, illetve gyakran használják őket anime, manga és filmszereplőkként is, illetve gyerekek is előszeretettel rajzolgatják őket.

## Hasonló történetek
Ezek nem kasza-obakék, de a népmesékben, mint egy ernyő démon, a Higasiuva régióban,  Ehime prefektúrában van egy történet, miszerint esős, sötét éjszakákon a völgyekben egy esernyő jelenik meg és azok, akik szemtanúi voltak a jelenségnek, összerogynak és nem lesznek képesek mozgatni egyik lábukat sem. Továbbá Mizokucsiban,  Tottori prefektúrában (most Hóki, Sajhaku körzet) járja a szóbeszéd, hogy van egy démon, amit júrejgaszának (幽霊傘, „szellem esernyőnek”) hívnak, amely egyetlen szemmel és egy lábbal rendelkezik, éppúgy, mint a kasza-obake, azonban azt mondják, hogy ezek a szellemek képesek az erős szeles napokon elfújni az embereket fel az égbe.

## A popkultúrában
- Egy gyenge ellenségként jelent meg a The Legend of the Mystical Ninja sorozatban
- Kasza-obake egy gyenge ellenségként mindvégig jelen volt a KiKi KaiKai sorozatban
- A kasza-obake egy fő harcos volt az 1968-as Daiei filmben, a Yokai Monsters: Spook Warfareban, eredetileg a korábbi Yokai Monsters: One Hundred Monstershez volt készítve
- Kasza-obake egy hétköznapi megjelenéssel látható a GeGeGe no Kitarōban más különböző démonokkal együtt
- A Touhou Project sorozatban, Kogasza Tatara egy Kasza-obake az Undefined Fantastic Object című játékban
- Az 1993-as japán televíziós sorozatban, a Ninja Sentai Kakurangerben két Monster of the week démon tulajdonsága is a kasza-obakén alapszik. Az első egy egyszemű szörny Kaszabake névvel, a második pedig egy gyönyörű nő, akit Karakaszának neveztek. Mindkettő tagja a Youkai Army Corpsnak, a sorozat cselszövőinek
- Három bolond pszichiáter használta, más bizarr lényekkel együtt, hogy megpróbálják felbosszantani Banjō Harant a Daitarn 3. című japán anime 36. részében
- Megjelenik a The Great Yokai War című 2005-ös gyermekfilmben
- különböző Kirby videójátékokban főellenségként van ábrázolva
- A Karakara megjelenik a Pumpkin Zoneban a  Super Mario Land 2: 6 Golden Coins játékban, és ez a karakter a kasza-obakén alapul
- Pallysol nevezetű kasza-obake megjelenik más klasszikus démonok mellett a Yo-kai őrzők játékban és animében is
- Megjelenik egy karakterként a Jackbox Party Pack 3 játékban
- A Project Diva Future Tone játéksorozatban van egy dal, amelyet „Itt jön Karakasza-san” címmel illetnek és ez a dal a kasza-obakéról szól
- Használták a Shuriken Sentai Ninninger című televíziós sorozat egy 2015-ös részében, mint Monster of the week

## Lásd még
- Jókai
- Cukumogami
- Edo-kor
- Japán mitológia
- Emakimono